# Гимер (правитель)
Гимер — тиран Вавилонии, правил приблизительно в 129 — 127/122 годах до н. э. Фаворит парфянского царя Фраата II.
Гимер (Диодор называл его Эвгемером, греч. Εύήμερος) происходил из Гиркании. Благодаря своей соблазнительной внешности, он ещё в юности стал близким другом и любовником царя Парфии Фраата II. Возможно, что имя Гимер (греч. Ἵμερος) не было его личным именем, а являлось его ласковым прозвищем, ибо оно означает «сладкое томление, влечение, любовь, страсть».
Во время своего правления Фраат II столкнулся с войной на два фронта. На западе напали Селевкиды, а на востоке угрожали кочевые народы, которые уже разрушили Греко-Бактрийское царство. К 129 году до н. э., одержав победу над селевкидским царём Антиохом VII Сидетом, Фраат II двинулся на восток против этих кочевников, в войне с которыми вскоре и погиб. Перед отбытием на восточные окраины своего царства он назначил Гимера сатрапом Месопотамии. Гимер управлял не только Вавилоном, но и всей западной частью Парфянского царства, ибо Афиней, со ссылкой на Посидония, отмечает, что Гимер был тираном не только вавилонским, но и селевкийским, а Селевкия на Тигре являлась одной из столиц Парфянского государства:

«Посидоний в шестнадцатой книге „Истории“ рассказывает, как Лисимах Вавилонский пригласил к себе на пир Гимера, тирана не только вавилонского, но и селевкийского, и целых три сотни его спутников; и когда были убраны столы, он подарил каждому из трехсот гостей серебряную чашу, весом в четыре мины, а когда были совершены возлияния, он выпил здравицы вместе со всеми гостями, и на прощание тоже роздал им по чаше».
Видимо, Гимер никогда не принимал титула царя (хотя Диодор и прямо называет его «царём парфян»), но он имел большую власть. Он упоминается древними авторами, такими как Диодор и Юстин, главным образом, из-за его исключительной жестокости:

«…скифы стали опустошать парфянские пределы. Поэтому Фраат выступил против них в поход, а для управления государством оставил некоего Гимера, с которым Фраат сблизился, когда тот был ещё цветущим отроком. Гимер, забыв о своём прошлом и о том, что он [лишь] временно облечен властью наместника, с жестокостью тирана стал безобразно притеснять жителей, Вавилона и других городов».

«Евгемер, царь парфян, был по нации гирканцем и превзошёл в жестокости всех тиранов, о которых у нас есть сведения, так как не осталось никакого способа наказания, которое бы он не применил. Под самым нелепым предлогом он поработил многих вавилонян вместе с их семьями, и послал в Мидию с приказом, что они должны быть проданы в качестве добычи. Он поджёг агору Вавилона и некоторые храмы и уничтожил большую часть города».
Видимо, Гимеру, получив власть, пришлось встретиться с немалыми трудностями. Он воевал с царём Харакены Гиспасионом, но кажется[кому?] был им разбит. Клинописные документы сообщают, что к 127 году до н. э. Гиспасион владел Вавилоном. Вероятнее всего, именно с этой войной и были связаны тиранические зверства Гимера. Видимо, жители Вавилона и окрестных городов, перешедшие на сторону врага, подверглись репрессиям, а город был разрушен и сожжён. В том числе разрушению подверглась и священная для вавилонян Эсагила.
Из клинописных табличек в коллекции Британского музея известно, что немало беспокойств причиняли Гимеру и воинственные эламиты, которые совершали набеги на земли вблизи Тигра. Пилинуссу, аккадский полководец, вёл военные действия против другого полководца и, по-видимому, отправился к городам мидийцев прежде Бага-аса (иранское имя), брата царя. Человек по имени Те’удиши (Феодосий), кажется[стиль], также выступил против аккадского полководца. Другая надпись того же периода утверждает, что Ти’имутусу (Тимофей), сын Аспасины, отправился из Вавилона в Селевкию (на Тигре).
Конец правления Гимера совершенно неизвестен. Проблема состоит в единственной датированной монете Гимера 189 года селевкидской эры, то есть 123/122 годом до н. э., которую рассматривают как весьма сомнительную.